# Michael Hester
Michael Hester (Sydney, 2 mei 1972) is een voetbalscheidsrechter uit Nieuw-Zeeland. Hij trad in 2007 in dienst van de FIFA. Tijdens het WK voetbal 2010 was Hester een van de twee Nieuw-Zeelandse scheidsrechters.

## Levensloop
Hester is een gecertificeerd NZFC scheidsrechter sinds 2004 en sinds 2007 ook dienstdoende voor de FIFA. Hij floot een aantal wedstrijden op de Olympische Zomerspelen 2008 en heeft ook een aantal wedstrijden gefloten in de kwalificatie van het WK voetbal 2010, in de Oceanië-groep.
Hij was ook aangesteld als scheidsrechter voor het WK onder 17 in 2009.
Hester werd opgeroepen als scheidsrechter voor het WK voetbal 2010, samen met landgenoot Peter O'Leary. Op 12 juni 2010 floot hij de wedstrijd tussen Griekenland en Zuid-Korea.